# Clif Magness
Clifton „Clif” Magness (ur. 24 kwietnia 1957 w Teksasie) – amerykański piosenkarz, autor tekstów, producent muzyczny i multiinstrumentalista, najbardziej znany ze współtworzenia i produkcji kilku utworów z debiutanckiego albumu Avril Lavigne z 2002 roku, Let Go, w tym utworu „Losing Grip”.
Na 33. ceremonii rozdania nagród Grammy Magness odebrał nagrodę Grammy za najlepszą aranżację instrumentalną wokalisty towarzyszącego za piosenkę „The Places You Find Love” z albumu Quincy Jones Back On The Block. Otrzymał nominacje do Oscara, Złotego Globu i Grammy za piosenkę przewodnią „The Day I Fall In Love” z filmu Beethoven’s 2nd.

## Współpraca
Magness współpracował z Lavigne nad jej multi-platynowym debiutanckim albumem Let Go, był współautorem 5 utworów i wyprodukował 6, w tym „Losing Grip”, Mobile, „Unwanted”, „My World” i „Too Much to Ask ”. Let Go dotarł na szczyt list przebojów w Kanadzie i Wielkiej Brytanii, aż do 2. miejsca na liście Billboard 200 i zakończył rok na 14. miejscu listy 200 albumów Billboard w 2002 roku. Przed wyjazdem z Nowego Jorku do Los Angeles, aby współpracować z Magness, Lavigne przydzielono współpracowników przez jej wytwórnię Arista, której „nie udało się nawiązać kontaktu z dziewczyną, która właśnie odkryła rock oparty na gitarze  Magness dał Lavigne swobodę twórczą, której pragnęła. „Utworu o mocniejszym, rockowym brzmieniu z Let Go – a konkretnie„ Losing Grip ”i„ Unwanted ”- miały brzmienie, jakiego chciała na całym albumie”.
Kontynuując współpracę z Lavigne, Magness podjął współpracę z laureatką amerykańskiej edycji Idola Kelly Clarkson nad jej debiutanckim albumem Thankful. Album nr 1 zawierał dwie produkcje Magness'a. Jest współautorem i producentem dwóch piosenek z drugiego albumu artystki - Breakaway. Magness był również autorem pięciu piosenek dla innego uczestnika amerykańskiej edycji "Idola", Clay Aikena, na swoim debiutanckim albumie Measure of a Man, w tym singiel „Solitaire”, który przez 4 tygodnie znajdował się na szczycie kanadyjskiej listy przebojów w 2004 roku. Magness wyprodukował dla Vanessy Amorosi najdłużej odtwarzaną w radiu piosenkę w historii Australii, „ Perfect ”.
Magness jest współautorem pierwszego singla „Lights Out” i pięciu innych piosenek z Lisą Marie Presley z jej debiutanckiego albumu To Whom It May Concern. Album zadebiutował na 5. miejscu listy albumów Billboard 200.
Na początku swojej kariery Magness pracował nad utworem tytułowym „ All I Need ” z debiutanckiego albumu Jacka Wagnera All I Need. W 1985 roku piosenka spędziła 2 tygodnie na szczycie listy Billboard 's Adult Contemporary. W 1990 roku współpraca Magness'a z autorem piosenek Steve’em Kipnerem zaowocowała umieszczeniem na liście 5 singli Billboard dla „Impulsive” Wilsona Phillipsa.
Magness jest także współautorem i / lub producentem utworów dla Celine Dion, Jessiki Simpson, Amy Grant, Hanson, Steve Perry, O-Town, Charlotte Martin, Rachel Loy, Wild Orchid, Judith Owen, Jude, Joe Bonamassa, The Urge, Kyle Vincent, Marie Digby, Andreya Triana, Days Difference, Ill Scarlett, Ivy Lies, Christina Grimmie, Caroline Sunshine, Jermaine Jackson, Barbra Streisand, Julio Iglesias, Sheena Easton, George Benson i Al Jarreau.

## Nagrody i nominacje

### nagrody Grammy
- 1990 – Best Instrumental Arrangement Accompanying Vocal(s)  – wygrana
  - Glen Ballard, Jerry Hey, Quincy Jones i Clif Magness (aranżatorzy) za „The Places You Find Love” w wykonaniu Siedah Garrett i Chaka Khan
- 1994 – Best Song Written Specifically for a Motion Picture or for Television – nominacja
  - Carole Bayer Sager, Clif Magness i James Ingram za „The Day I Fall In Love” w wykonaniu Dolly Parton i Jamesa Ingrama

### nagrody Akademii
- 1993 – Muzyka (Original Song) – nominacja
  - Carole Bayer Sager, Clif Magness i James Ingram za „The Day I Fall In Love” w wykonaniu Dolly Parton i Jamesa Ingrama

### Nagrody Złotego Globu
- 1993 – Najlepsza oryginalna piosenka – Motion Picture – nominacja
  - Carole Bayer Sager, Clif Magness i James Ingram za „The Day I Fall In Love” w wykonaniu Dolly Parton i Jamesa Ingrama

## Dyskografia jako artysta

### Single bez albumów
- There’s Nothing So Expensive as a Woman Who’s Free for the Night(1980) (jako Clif Newton)
- Rest of the Night (1980) (jako Clif Newton)

### Albumy studyjne
- Solo (1994)
- Lucky Dog (2018)

### we współpracy z Planet 3
- A Heart from the Big Machine (1991)
- Music From the Planet (1992) (europejska wersja A Heart from the Big Machine, z zastąpioną jedną piosenką)
- Gems Unearthed (2004)

### Wkład w ścieżki dźwiękowe
- The Last Starfighter (1984) (dwie piosenki, Incommunicado i Never Crossed My Mind)

### z Markiem Jordanem
- Bez tytułu (1997) (Unreleased)